# Richard Richards
Richard Noel Richards (Key West, 24 augustus 1946) is een voormalig Amerikaans ruimtevaarder. Richards zijn eerste ruimtevlucht was STS-28 met de spaceshuttle Columbia en vond plaats op 8 augustus 1989. De missie werd in opdracht van het Amerikaanse ministerie van Defensie uitgevoerd.
In totaal heeft Richards vier ruimtevluchten op zijn naam staan. In 1995 verliet hij NASA en ging hij als astronaut met pensioen. Hij stond gepland om deel te nemen aan de geannuleerde ruimtevlucht STS-61-E. Tot 2007 was hij werkzaam bij Boeing.